# Lastreopsis pseudoperrieriana
Lastreopsis pseudoperrieriana là một loài thực vật có mạch trong họ Dryopteridaceae. Loài này được (Tardieu) Tardieu miêu tả khoa học đầu tiên.